# Casale Marittimo
Casale Marittimo is een gemeente in de Italiaanse provincie Pisa (regio Toscane) en telt 1011 inwoners (31-12-2004). De oppervlakte bedraagt 14,3 km², de bevolkingsdichtheid is 71 inwoners per km².

## Demografie
Casale Marittimo telt ongeveer 439 huishoudens. Het aantal inwoners steeg in de periode 1991-2001 met 9,1% volgens cijfers uit de tienjaarlijkse volkstellingen van ISTAT.
| Jaar | Inwoneraantal |
| ---- | ------------- |
| 1991 | 923           |
| 2001 | 1007          |

## Geografie
De gemeente ligt op ongeveer 214 m boven zeeniveau.
Casale Marittimo grenst aan de volgende gemeenten: Bibbona (LI), Cecina (LI), Guardistallo.

## Externe link

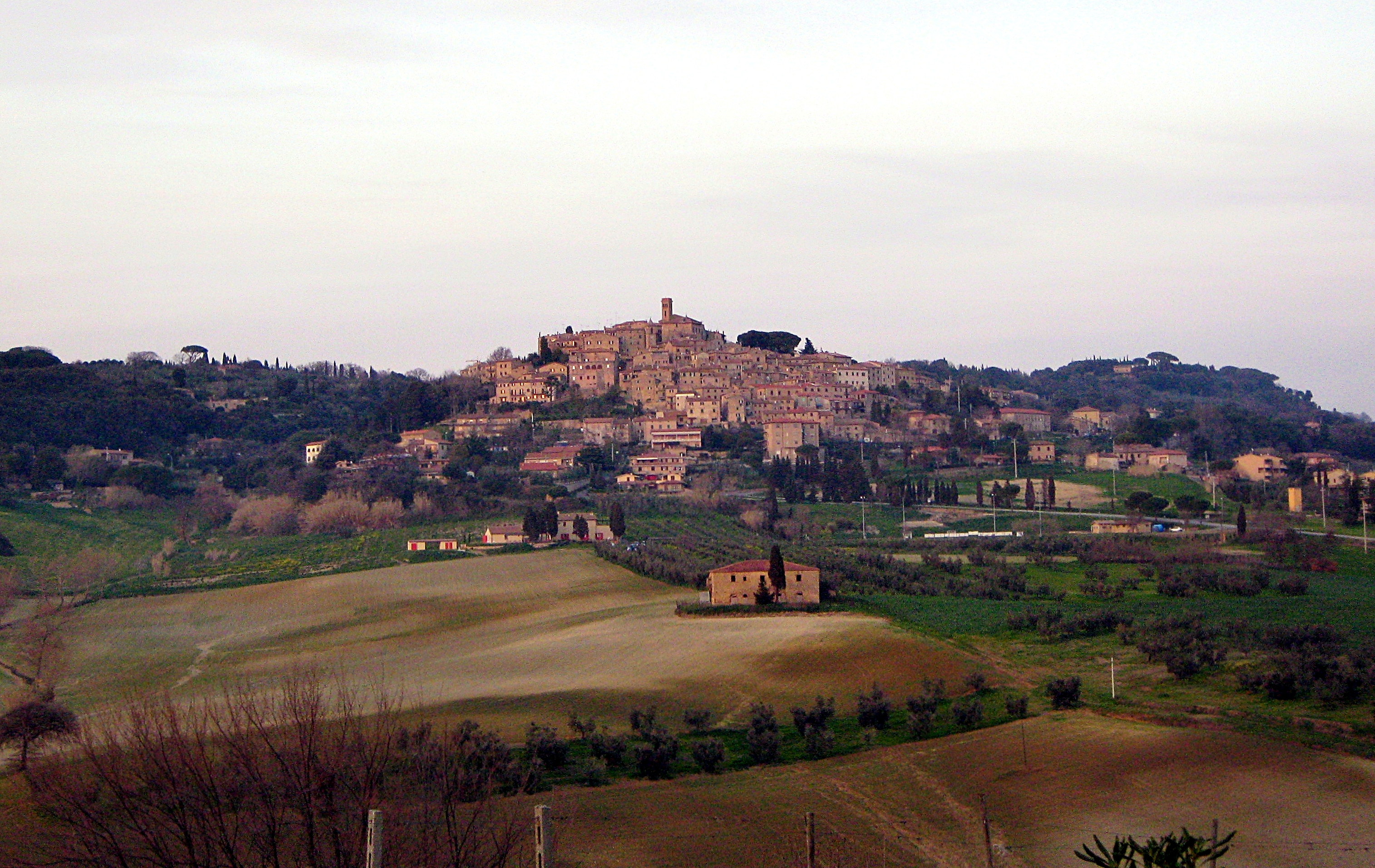
Uitzicht op Casale Marittimo
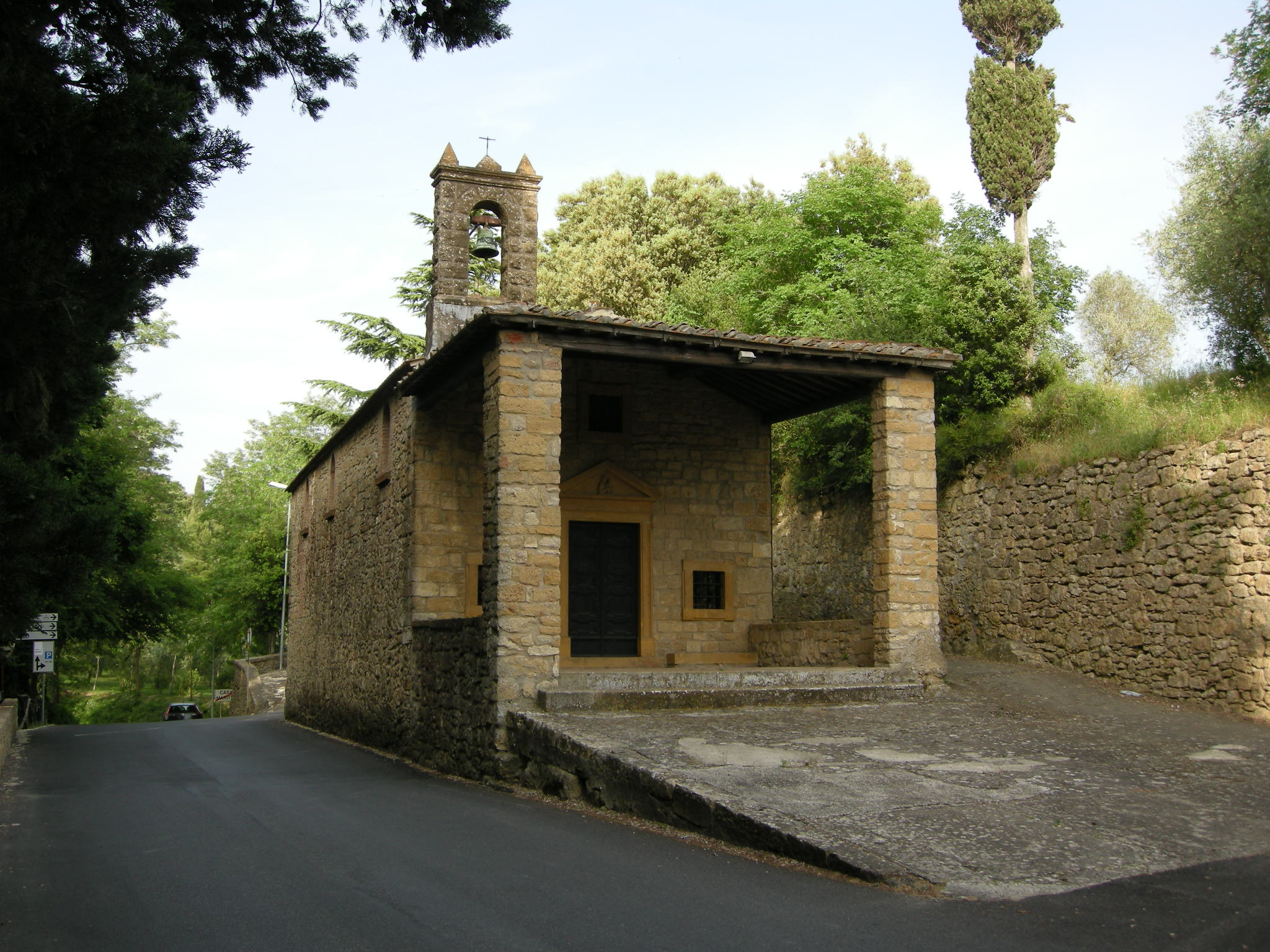
Kapel
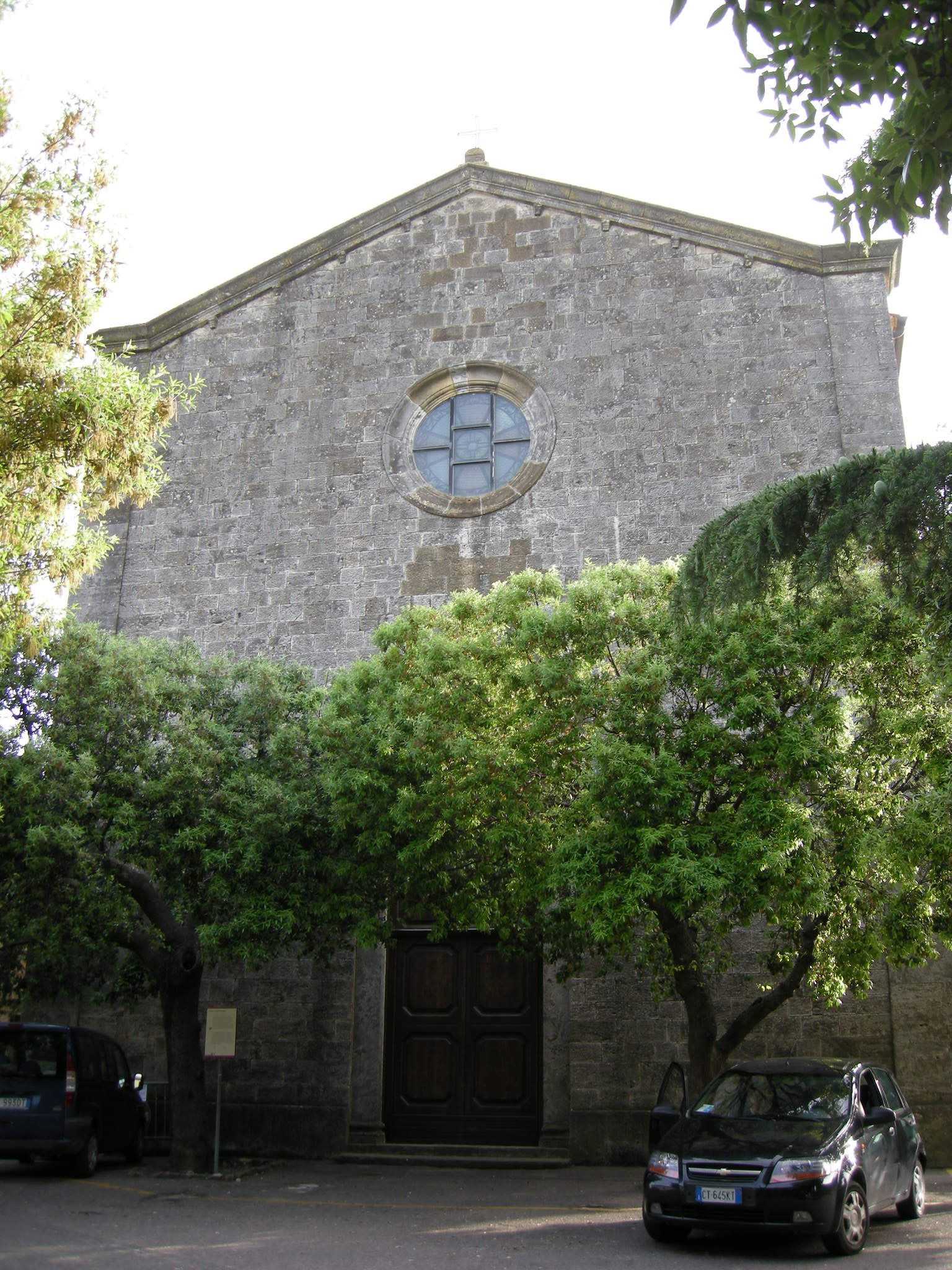
Kerk
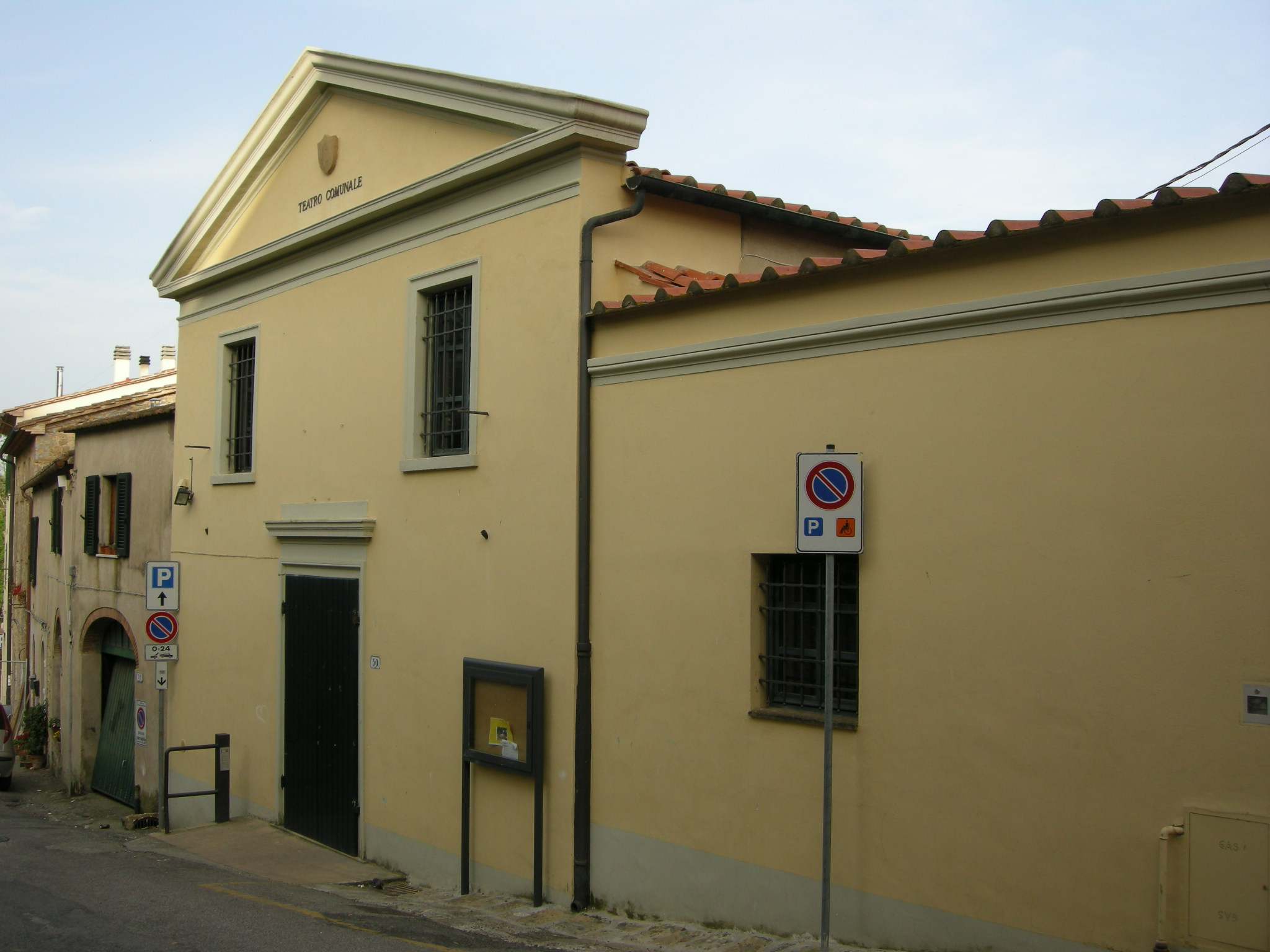
Theater